# سمی‌کینون

ایزومرهای رزونانسی سمی‌کینون

سمی‌کینون (یا یوبی‌سمی‌کینون) یک رادیکال آزاد است که در نتیجه حذف یک اتم هیدروژن با الکترونِ آن در طی فرایند هیدروژن‌زدایی یک هیدروکینون، مانند خود هیدروکینون یا کاتکول، به یک کینون یا افزودن یک اتم H منفرد به یک کینون به وجود می‌آید. این گونه‌شیمیایی بسیار ناپایدار است.
این گونه شیمیایی اولین مرحله از دو مرحله در کاهش شکل مکمل CoQ10 یوبی‌کینون به فرم فعال یوبی‌کینول است.

## یادداشت
1. ↑  Semiquinone
2. ↑  ubisemiquinone